# 299 Thora
A 299 Thora a Naprendszer kisbolygóövében található aszteroida. Johann Palisa fedezte fel 1890. október 6-án.